# Gladiador postulat
Postulat (en llatí Postulatici) era el nom que es donava a l'antiga Roma als gladiadors que eren sol·licitats pel poble a l'organitzador dels jocs, i que s'afegia als que havien estat escollits per aquest per participar-hi. Degut a la gran quantitat de jocs que es feien a Roma, alguns gladiadors arribaven a tenir certa fama i eren afavorits o odiats pel públic.